# Bausch & Lomb Championships 1989
Bausch & Lomb Championships 1989 — жіночий тенісний турнір, що проходив на відкритих кортах з ґрунтовим покриттям Amelia Island Plantation на острові Амелія (США). Належав до турнірів 5-ї категорії в рамках Туру WTA 1989. Тривав з 10 до 16 квітня 1989 року. Третя сіяна Габріела Сабатіні здобула титул в одиночному розряді.

## Фінальна частина

### Одиночний розряд
Габріела Сабатіні —  Штеффі Граф 3–6, 6–3, 7–5
- Для Сабатіні це був 2-й титул за сезон і 20-й — за кар'єру.

### Парний розряд
Лариса Савченко /  Наташа Звєрєва —  Мартіна Навратілова /  Пем Шрайвер 7–6(7–4), 2–6, 6–1
- Для Савченко це був 1-й титул за рік і 11-й — за кар'єру. Для Звєрєвої це був 1-й титул за рік і 3-й — за кар'єру.